# 羅定邦中學
羅定邦中學（英語：Law Ting Pong Secondary School，簡稱羅記、羅中），是一所由羅氏信託基金創立、位於香港新界大埔馬聰路八號的男女直資中學，1998年實施母語教學政策之時，經教育署核准，成為114間獲准以英語作為教學語言（EMI）的中學之一，是大埔區六所英文中學之一。該校曾於2001年獲優質教育基金頒發「傑出學校獎——管理及組織」。
羅中現任校監是香港立法會秘書長陳維安（2016年起），校長為大埔區校長會主席郭永強。副校長利哲宏博士為平機會政策、研究及培訓專責小組副召集人，他曾獲授行政長官社區服務獎，亦是九龍城區議會委任議員。

## 歷史
羅定邦中學於1991年由「羅氏信託有限公司」撥資700萬元創辦，同年9月正式開課。然而，由於新校施工需時，此校曾先後借用孔教學院大成何郭佩珍中學，以及仁濟醫院蔡衍濤小學上課。
至1992年12月9日，永久校舍正式交付，並於翌年元旦起啟用。校舍原址是大埔河改道前的彎角，名為摩囉潭，是一個風景明麗的天然淡水浴場，在1950及1960年是新界旅遊名勝地點。
2002年，第二任校長陳鄭美珠離任而接替羅家駒升為校監，轉由當時香港中文大學課程發展主任蕭麗萍出任校長。從2008年9月起，校董會決定加入直接資助計劃，把學校由一所傳統英中過渡為直資中學，並採用五年過渡期，以保持英文授課；同年在沙田大會堂公演創校至今的第三齣音樂劇《藝獻2008－仲夏夜之夢》。
該校於2012年嘗試舉行首次「中一入學簡介會暨愉快學習體驗」活動，並引入源自外國的「學科教室（Homeroom）」概念，卻在2013年被教育界質疑會為學生帶來負面影響，並於2021至2022學年取消此政策，該校大部份學生對此表示不滿；2016年則與順德市大良的羅定邦中學結為姊妹學校。現時校內本地生學費每年約二萬多港元（文憑試課程），非本地生學費則每年約九萬元（普通教育高级程度证书或拔尖課程）。此外，學校亦以學術風氣自由見稱，並為首間引入西班牙語作常規課程的本地學校，輔以開設普通教育高級程度證書（GCE Advanced Level）及資優拔尖課程。

## 重大事件
2017年9月，該校一名張姓中文科老師，於開學日在寓所跳樓自殺身亡，死因無可疑。

## 歷任校長
- 馬馮慧容（1991–1996）
- 陳鄭美珠（1996–2002）
- 蕭麗萍[6]（2002–2009）
- 譚淑賢（2009–2021[15]）
- 郭永強（2021–）

## 外部連結
- 官方网站（繁體中文）